# Eugène-Melchior Péligot
Eugène-Melchior Péligot (París, 1811 - París, 1890), también conocido como Eugène Péligot, fue un químico francés que aisló la primera muestra de metal uranio en 1841.
Péligot demostrado que el polvo negro aislado por Martin Heinrich Klaproth no era un metal puro (sino que era un óxido de uranio, conocido en la química como UO2). Luego tuvo éxito en la producción de uranio metálico puro mediante la reducción del tetracloruro de uranio (UCl4) con potasio metálico. Hoy en día se han encontrado mejores métodos de obtención de este elemento químico.

## Biografía
Péligot fue profesor de química analítica en el Institut National Agronomique. Colaboró con Jean-Baptiste Dumas, y juntos descubrieron el radical metilo durante los experimentos con el espíritu de madera (metanol). El término "alcohol metílico" fue creado por estos dos químicos como si dicha sustancia fuese "vino de madera". También preparó el dimetiléter gaseoso, y muchos ésteres. En 1838, se transformaron con éxito alcanfor en p-cimeno utilizando pentaóxido de fósforo.
Péligot alcanzó una fama notable tras su descubrimiento de la estricnina, quinina, brucina y emetina. En conmemoración suya, su nombre aparece en:
- El tubo de Péligot, un elemento del equipamiento de laboratorio químico
- La sal de Péligot, KCrO3Cl
- El azul de Péligot, un pigmento azul. Químicamente es un óxido de cobre hidratado,[5] también conocido como azul Bremen, Azul de Payen o ceniza azul de pasta.[6]